# Shihō nage

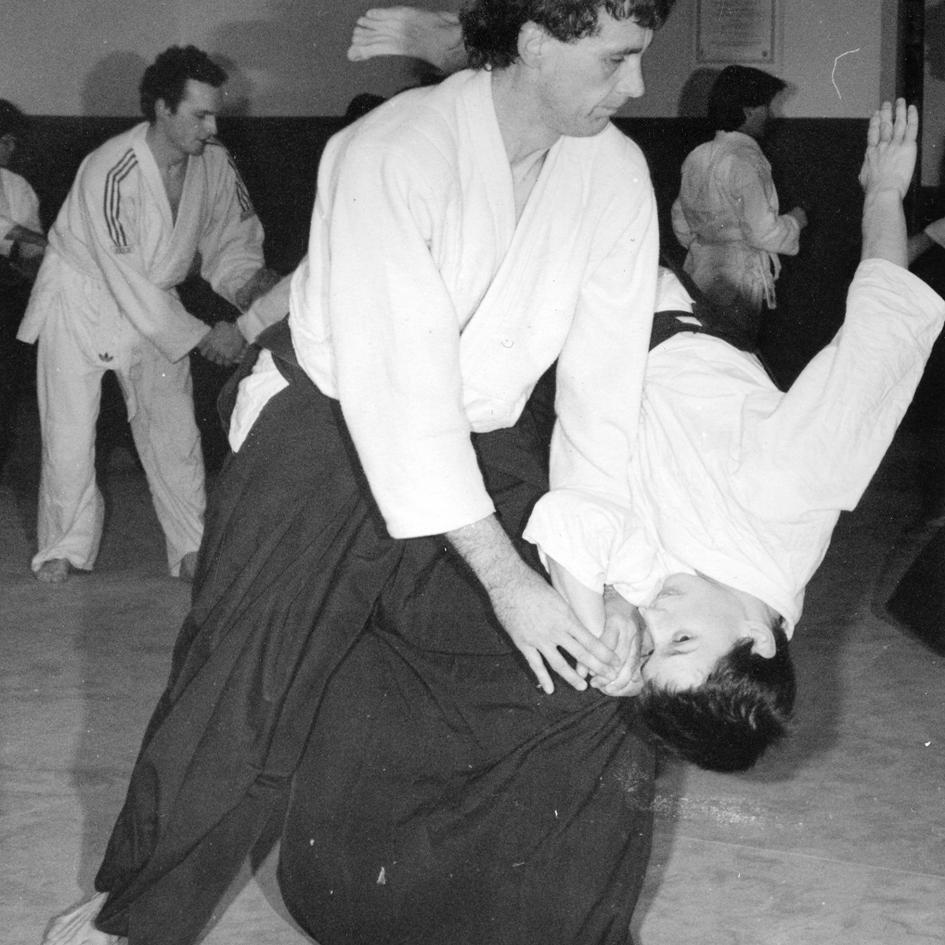
Shihō-Nage

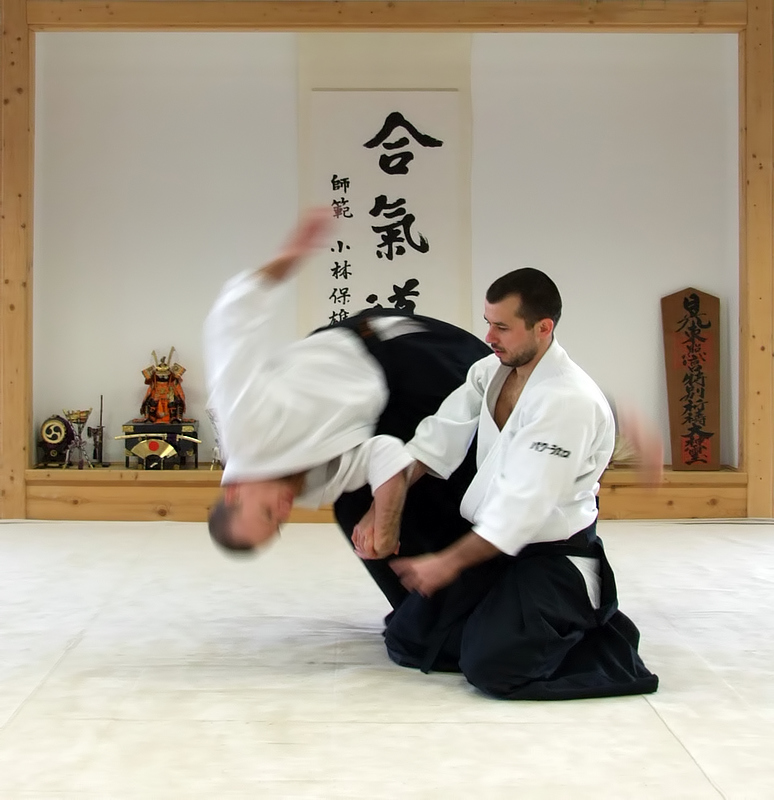
Tori in halbsitzender Position

Shihō-Nage (jap. 四方投げ) ist eine Wurftechnik (Nage-Waza), welche in verschiedenen japanischen Kampfkünsten, wie Jiu Jitsu und Aikidō, angewandt wird. Die folgende Beschreibung bezieht sich auf Aikidō. Der Name bedeutet wörtlich übersetzt „Wurf in alle vier Himmelsrichtungen“, allerdings ist Schwertwurf die geläufige deutsche Bezeichnung.

## Ursprung der Bewegung
Im Aikido wurden die Techniken abgeleitet von der Handhabung des japanischen Schwertes, des Katana. Das Schwert wird nach dem Ziehen mit der Spitze frontal in Richtung des Kontrahenten gehalten. Wenn bereits Bewegungen ausgeführt worden sind, befindet sich das Schwert oftmals situativ auch in einer anderen, für die Folgebewegung günstigen Position. 
In der Bewegung Shihō-Nage ist ursprünglich das Hochziehen des Schwertes über den Kopf (vergl. „Jodan-Position“) und das Schneiden nach unten in vertikaler oder diagonaler Richtung enthalten. Da das Katana traditionell mit beiden Händen, rechte Hand am Griff vorne, linke Hand am Griffende, geführt wird, sind bei der Ausführung als Aikidō-Technik ebenfalls beide Arme in die Bewegung involviert. Die vier Himmelsrichtungen bezeichnen dabei die Möglichkeit, dass nach der ersten Schneidebewegung das unmittelbare Hochziehen und wiederholte Schneiden inhärent ist.

## Ausführung mit Schwert bzw. Bokken

### Hochziehen zum Schnitt
Bereits beim Hochziehen lassen sich je nach situativ gegebener Ausgangslage und Position des Schwertes verschiedene Bewegungsformen unterscheiden: 
- Aus einer Position mit nach vorne gerichteter Schwertspitze: gerades Hochziehen mit führender Schwertspitze. Dabei wird das Schwert in einer leicht stoßenden Bewegung hochgeschoben, nicht gezogen.
- Aus derselben Position: Hochziehen des Schwertes bei führendem Griff. In dieser Form wird das Schwert mit Priorität am Griff hochgezogen. Aufgrund der Massenträgheit lässt man dabei die Schwertspitze gleichzeitig fallen. Variante 1: Beim Hochziehen weist die Schwertspitze nach rechts, beide Hände umfassen den Griff fest und sind geschlossen. Die Unterarme sind parallel. Variante 2: Beim Hochziehen weist die Schwertspitze nach links. Dadurch überkreuzen sich die Unterarme (japanisch: Juji, deutsch: „Kreuz“)
- Aus einer Position, bei welcher sich das Schwert seitlich rechts am Körper mit nach hinten zum Boden weisender Spitze befindet (Waki Gamae): Hochschleudern des Schwertes, wobei in der Bewegung der Rücken, nicht die Klinge (vergl. Technik Sankyo) in Bewegungsrichtung nach vorne weist. Dies kann auch als Schlag mit dem Schwertrücken ausgeführt werden.
- Aus der Position mit seitlich am Körper links befindlichem Schwert: Das Schwert wird in ähnlicher Weise mit führendem Griff über den Kopf hochgezogen.

Im Kampf ist das Hochziehen, bzw. -reißen des Schwertes ebenfalls bereits sehr zweckdienlich. Mit zur Seite gewandter Spitze ist die Bewegung ideal, einen von oben geführten Schlag oder Schnitt abzuwenden (vergl. Uke nagashi).
In allen Varianten der Ausführung wird eine Körperdrehung („vier Himmelsrichtungen“) vollzogen, entweder bereits beim Hochziehen des Schwerts oder beim Ausführen des Schnittes.
Weitere Varianten sind je nach Situation und Stil möglich.

### Ausführung des Schnittes
Zum Schneiden befindet sich das Schwert in Jodan-Position, optimalerweise mittig zentriert, nicht seitlich über dem Kopf.
Die muskulär geführte Bewegung erhält aufgrund des hohen Eigengewichts des Katana, ca. 750 bis 1000 g, sehr viel Energie. Der Schnitt kann vertikal oder diagonal geführt werden.
Zur weiteren Steigerung der kinetischen Energie lässt der Schwertkämpfer seinen Körper synchron mit dem Fall des Schwertes vom flinken, leichtfüßigen Stand auf den Fußballen auf die ganzen Fußflächen und in den tiefen, in den Knien dynamisch federnden Stand fallen. Dadurch erhält der Fall des Schwertes die zusätzliche Energie und Massenbeschleunigung des gesamten fallenden Körpers, ca. 70 bis 100 kg. 
Eine weitere Variation besteht im gleichzeitigen Ausführen einer Körperdrehung auf dem vorderen Standfuß. Die Torsion und das Nachziehen des Körpers verleiht der nach unten geführten Bewegung weitere kinetische Energie und steigert die Wucht des Schnitts zusätzlich. 
Der diagonale Schnitt durch den Körper des Kontrahenten wird Kesa-Geri genannt: Kesa ist die orange Schärpe der buddhistischen Mönche, welche von der Schulter zur Hüfte gebunden wird. 
Shihō-Nage ist mit Kesa-Geri die wohl mit dem größten Ausfallpotential ausgeführte Bewegung.

## Ausführung ohne Schwert bzw.Bokken
Die Ausführung der Technik erfolgt ohne Schwert, respektive Bokken, in identischer Weise: Der Aikidōka begegnet einem Griff an eine oder an beide Hände, indem er sich durch Eintritts- und Drehbewegung in eine zur Ausführung günstige Position bringt. 
Die Technik wird durch das Hochziehen der Arme eingeleitet. Dies geschieht, indem er den vom Kontrahenten aufgrund von dessen fortlaufender Bewegung auf seine Arme ausgeübten Druck geringfügig zur Seite lenkt. Das Ablenken blockiert die Bewegung nicht, aber es erlaubt das Eintreten in die entstehende Lücke und das Hochziehen der Arme mittig und zentriert über den Kopf. Der Angreifer wird zum Beibehalten des Griffs verleitet, da dessen Initialbewegung sich nicht ruckartig, sondern komfortabel und im Rahmen seiner Eigenbewegung ändert. 
Während der Eingangsbewegung und dem Hochziehen ändert der Aikidōka den Griff und umfasst die Handgelenke des Angreifers und dreht seinen Körper um 180 Grad mit Blickrichtung hinter den Kontrahenten. Dieser findet sich bei optimaler Ausführung unmittelbar in einer Position wieder, in welcher jede seiner Bewegungen direkt zum Wurf (jap. Nage) hinter seine Standposition führt. Stoppt er stattdessen jede Bewegung, führt auch dies zum Wurf, da sich der Aikidōka in vorteilhafterer Position befindet.
Die Wirkung tritt dadurch ein, dass die kinetische Energie der Vorwärtsbewegung des Angreifers, unterstützt durch das leichte Ablenken bei der Eingangsbewegung, in eine nach oben führende Drehung überführt und mit der Körperdrehung um 180 Grad in eine nach hinten ausgeführte Wurf- bzw. Schneidebewegung gelenkt wird. Die Drehung des Körpers des Aikidōkas entspricht dabei der Ausrichtung des Katana „in alle vier Himmelsrichtungen“. Der Wurf entspricht der mit Wucht ausgeführten vertikalen oder leicht diagonalen Schneidebewegung mit dem Schwert. 
Variationen der Ausführung sind in allen Aikido-Stilen möglich, wobei jedoch die Prinzipien beibehalten werden.

## Abschluss der Technik mittels Immobilisation
Shihō-Nage kann bei Ausführung ohne Wurf in eine Festhalteposition überführt werden.